# Johannes Eigner

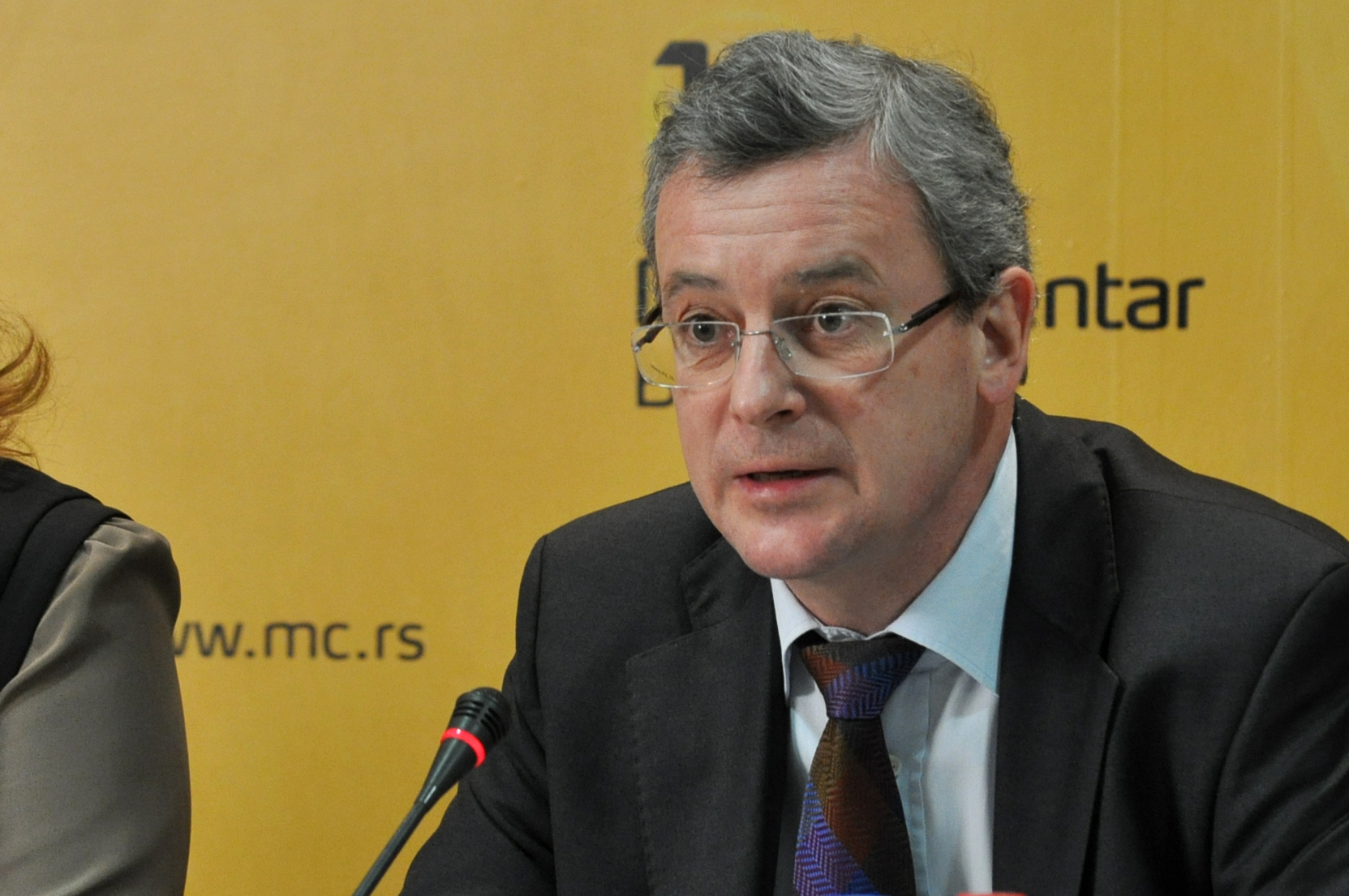
Johannes Eigner

Johannes Eigner (* 1960 in Bad St. Leonhard im Lavanttal, Kärnten) ist ein österreichischer Diplomat.

## Lebenslauf
Eigner absolvierte das Gymnasium und ein Studium der Rechtswissenschaften und ein Dolmetscher- und Übersetzerstudium in Französisch und Russisch in Graz, und ein Post-graduate-Studium in Völkerrecht und Internationalem Privatrecht an der Universität Straßburg.
1985 trat er in den diplomatischen Dienst. Er war 1987 Stage an der österreichischen Botschaft in Kairo und wurde 1987 bis 1995 an der Botschaft in Moskau eingesetzt, zuerst als Presseattaché, ab 1992 stellvertretender Missionschef. 1995 wurde er stellvertretender Leiter der OSZE-Abteilung im Außenministerium und der Ständigen Vertretung Österreichs bei der OSZE in Wien. 1999 wechselte er als stellvertretender Missionschef an die Botschaft Bratislava. 2004 wurde er Leiter der Abteilung für EU-Erweiterung, ENP, EU- und Wirtschaftsbeziehungen zu den Ländern Ost- und Südosteuropas im Außenministerium in Wien, und 2008 auch stellvertretender Leiter der Sektion für integrations- und wirtschaftspolitische Angelegenheiten.
Mit 23. Oktober 2012 wurde Eigner zum österreichischen Botschafter in Serbien berufen.
2017 folgte er Emil Brix als österreichischer Botschafter in Russland nach.

## Literarische Übersetzungen
- Alissa Arkadjewna Ganijewa: Verletzte Gefühle. Roman. A. d. Russ. übersetzt von Johannes Eigner. Wieser, Klagenfurt 2021. ISBN 978-3-99029-458-1.